# رقمة مسكية
الرقمة المسكية (باللاتينية: Erodium moschatum) نوع نباتي يتبع جنس الرقمة من الفصيلة الغرنوقية.

## الموئل والانتشار
موطنها بلاد الشام ومصر والمغرب العربي وبعض مناطق حوض البحر الأبيض المتوسط وبعض مناطق أوروبا.

## مرادفات للاسم العلمي
- (باللاتينية: Geranium cicutarium var. moschatum L.)
- (باللاتينية: Geranium moschatum (L.) L)